# Andalucia Open
Andalucia Open, właśc. AnyTech365 Andalucia Open – męski turniej tenisowy kategorii ATP Tour 250 zaliczany do cyklu ATP Tour, rozgrywany na kortach ceglanych w hiszpańskiej Marbelli w sezonie 2021.

## Mecze finałowe

### Gra pojedyncza mężczyzn
| Rok  | Zwycięzca           | Finalista   | Wynik         |
| 2021 | Pablo Carreño-Busta | Jaume Munar | 6:1, 2:6, 6:4 |

### Gra podwójna mężczyzn
| Rok  | Zwycięzcy                   | Finaliści                   | Wynik    |
| 2021 | Ariel Behar Gonzalo Escobar | Tomislav Brkić Nikola Ćaćić | 6:2, 6:4 |